# Japanisches Kabinett

Eine Paulownienblüte wird als Symbol des japanischen Premierministers und Kabinetts angesehen.

Das japanische Kabinett (japanisch 内閣 Naikaku) ist die Regierung des japanischen Zentralstaates. Es besteht aus dem Premierminister Japans und bis zu 17 – derzeit 19 – anderen Mitgliedern, die alle als Staatsminister (国務大臣 kokumu daijin) bezeichnet werden. Der Premierminister wird durch das japanische Parlament bestimmt und zeremoniell vom Kaiser ernannt, die anderen Minister werden durch den Premierminister bestimmt und abberufen. Das Kabinett als Ganzes ist dem Parlament rechenschaftspflichtig.
Seit dem 11. November 2024 regiert das zweite Kabinett Ishiba unter Shigeru Ishiba.
Das moderne japanische Kabinett findet seine Grundlage in den Artikeln 65 bis 75 der japanischen Verfassung von 1947. Ein Kabinett existierte jedoch bereits unter der 1890 in Kraft getretenen Verfassung des japanischen Kaiserreiches, die weder Kabinett noch Premierminister explizit erwähnt und lediglich in Artikel 55 jeden Staatsminister zur Beratung des Kaisers verpflichtet, sowie ohne Verfassung seit 1885, als das alte Dajōkan-Regierungssystem aufgegeben wurde. Die Minister waren individuell dem Kaiser von Japan rechenschaftspflichtig. Formale rechtliche Vorschriften für Premierminister und Kabinett im Kaiserreich enthielten zwei Erlasse aus den Jahren 1885 (naikaku shokken, 内閣職権, Dajōkan-Erlass Nr. 69) und 1889 (naikaku kansei, 内閣官制, k. Erlass Nr. 135).

## Berufung
Der Premierminister wird vom Parlament gewählt und dann vom Kaiser ernannt. Falls Unter- und Oberhaus unterschiedliche Kandidaten wählen, geht nach einer erfolglosen Vermittlung im Vermittlungsausschuss der Wille des Unterhauses vor (Artikel 67 der Verfassung). Laut Verfassung beruft der Premierminister nach seiner Wahl die Staatsminister.
Eine Mehrheit des Kabinetts einschließlich des Premierministers muss Mitglied in einer der beiden Kammern des Parlaments sein. Alle Mitglieder müssen Zivilisten sein. Unter Artikel 2 des Kabinettsgesetzes von 2001 muss die Zahl der Staatsminister (außer dem Premierminister) 14 oder weniger betragen, in „besonderen Fällen“ (die de facto meistens vorliegen) kann die Zahl auf 17 erhöht werden. Seit 2012 existiert über diese Begrenzung hinaus ein Wiederaufbauminister für die zeitlich befristet eingerichtete Wiederaufbaubehörde, seit 2020 darüber hinaus durch ein eigenes Gesetz ein weiterer für die Expo 2025. Während ihrer Amtszeit genießen die Kabinettsmitglieder juristische Immunität, solange der Premierminister einer juristischen Verfolgung nicht im Einzelfall zustimmt.
Das Kabinett muss unter folgenden Bedingungen geschlossen zurücktreten:
- bei der ersten Einberufung des Parlamentes nach allgemeinen Wahlen zum Unterhaus,
- bei Passieren eines Misstrauensvotums oder einer Niederlage in einem Vertrauensvotum im Unterhaus, wenn das Kabinett dieses nicht innerhalb von zehn Tagen nach dem Votum auflöst,
- wenn der Premierminister dauerhaft an der Amtsführung gehindert ist.

In diesen Fällen oder bei einem Rücktritt des Kabinetts aus freien Stücken bestimmt das Parlament einen neuen Premierminister, dieser dann neue Minister, auch wenn das neue Kabinett einschließlich des Premierministers aus denselben Personen wie vorher bestehen kann. Das zurückgetretene Kabinett amtiert bis zur Ernennung eines vom Parlament neu gewählten Premierministers durch den Kaiser weiter. Üblicherweise finden die Ernennungszeremonien für den Premierminister (shinninshiki) und die übrigen Minister (shōninkan ninmeishiki) direkt hintereinander statt; falls die vom neuen Premierminister bestimmten Minister aber nicht sofort ernannt werden, hält der neue Premierminister als sogenanntes „Ein-Personen-Kabinett“ (hitori naikaku, 一人内閣) zunächst alle Ministerposten (so z. B. Katayama 1947, Hata 1994).

## Befugnisse
Das Kabinett übt zwei Arten von Befugnissen aus. Staatsaufgaben (kokuji kōi, Artikel 7 der Verfassung) des Kaisers kann dieser nur „auf Empfehlung und mit Zustimmung des Kabinetts, im Interesse des Volkes“ (naikaku no jogen to shōnin ni yori, kokumin no tame ni,) ausüben; er hat anders als manche Monarchen auch in Ausnahmefällen keine Reservevollmachten.
Andere Befugnisse übt das Kabinett selbst aus. Im Gegensatz zur Praxis in vielen Konstitutionellen Monarchien ist der Kaiser von Japan nicht das nominelle Oberhaupt der Exekutive im Staat. Diese Funktion übt nach der Verfassung das Kabinett aus.

### Aufgaben des Kaisers auf Geheiß des Kabinetts
- Einberufung des Parlaments.
- Auflösung des Unterhauses (ohne vorangegangenes Misstrauensvotum [Artikel 69] unumstritten erst unter der vorherrschenden Verfassungsinterpretation von Artikel 7 seit Ende der Besatzungszeit).
- Ausrufung allgemeiner Parlamentswahlen (Kokkai giin no sō-senkyo, „allgemeine Wahl der Parlamentsmitglieder“, steht in Artikel 7 der Verfassung, existiert in der Form aber nicht; es gibt allgemeine Unterhauswahlen und ordentliche Oberhaus[teil]wahlen, die Formulierung umfasst beide).
- Verleihen von Ehrungen.

### Eigene Befugnisse des Kabinetts
Diese ergeben sich aus den Artikeln 72 und 73 der Verfassung.
- Ausführung der Gesetze.
- Ausübung der Außenbeziehungen.
- Abschluss von völkerrechtlichen Verträgen mit Zustimmung des Parlaments.
- Leitung der Zivilverwaltung.
- Entwurf des Haushaltes (der dann vom Parlament angenommen werden muss).
- Annahme von Rechtsverordnungen.
- Gewähren der Generalamnestie, spezieller Amnestie, Umwandlung von Bestrafungen, Strafaufschub und Wiedereinsetzung in die Bürgerrechte.

Jede Rechtsverordnung und jedes Gesetz werden vom sachlich zuständigen Staatsminister unterzeichnet und vom Premierminister gegengezeichnet.

## Historische Kabinette

### Kaiserreich Japan
Anmerkungen:
- Formal waren Kabinette im Kaiserreich dem Tennō verantwortlich und damit nicht an parlamentarische Mehrheiten gebunden, somit auch nicht an Regierungsparteien im eigentlichen Sinne. In der Liste sind zur Orientierung dennoch gegebenenfalls die die Regierung stützenden Parteien angegeben, zumal sich während der sogenannten Taishō-Demokratie Ansätze parlamentarischer Verantwortlichkeit des Kabinetts entwickelten.
- Oberhausteilwahlen im Kaiserreich (fester 7-Jahres-Zyklus ab 1890) sind nicht aufgeführt. Die Mehrheit der Mitglieder war ernannt oder erblich, einschließlich der meisten Oberhausmitglieder, die Premierminister wurden.

| #  | Kabinett           | Amtsantritt   | Premierminister                                       | Regierungsparteien                                                                                     | Unterhauswahlen  |
| -- | ------------------ | ------------- | ----------------------------------------------------- | --- | ---------------- |
| 1  | Itō I              | 22. Dez. 1885 | Itō Hirobumi                                          | – (Hanbatsu Naikaku, „Klanskabinett“)                                                                  |                  |
| 2  | Kuroda             | 30. Apr. 1888 | Kuroda Kiyotaka                                       | – |                  |
| ―  | (geschäftsführend) | 25. Okt. 1889 | Sanjō Sanetomi                                        | – |                  |
| 3  | Yamagata I         | 24. Dez. 1889 | Yamagata Aritomo                                      | – (Hanbatsu Naikaku, „Klanskabinett“)                                                                  | 1.               |
| 4  | Matsukata I        | 6. Mai 1891   | Matsukata Masayoshi                                   | – (Hanbatsu Naikaku, „Klanskabinett“)                                                                  | 2.               |
| 5  | Itō II             | 8. Aug. 1892  | Itō Hirobumi Kuroda Kiyotaka (geschäftsführend)       | – (Hanbatsu Naikaku, „Klanskabinett“) nach dem Krieg mit China Zusammenarbeit mit der Liberalen Partei | 3., 4.           |
| 6  | Matsukata II       | 18. Sep. 1896 | Matsukata Masayoshi                                   | – (Hanbatsu Naikaku, „Klanskabinett“) Zusammenarbeit mit der Fortschrittspartei (Shimpotō)             | 5.               |
| 7  | Itō III            | 12. Jan. 1898 | Itō Hirobumi                                          | – (Hanbatsu Naikaku, „Klanskabinett“)                                                                  |                  |
| 8  | Ōkuma I            | 30. Juni 1898 | Ōkuma Shigenobu                                       | Kenseitō                                                                                               | 6.               |
| 9  | Yamagata II        | 8. Nov. 1898  | Yamagata Aritomo                                      | – (Hanbatsu Naikaku, „Klanskabinett“) Zusammenarbeit mit der Kenseitō                                  |                  |
| 10 | Itō IV             | 19. Okt. 1900 | Itō Hirobumi Saionji Kimmochi (geschäftsführend)      | Rikken Seiyūkai                                                                                        |                  |
| 11 | Katsura I          | 2. Juni 1901  | Katsura Tarō                                          | – (Kanryō Naikaku, „Beamtenkabinett“)                                                                  | 7., 8., 9.       |
| 12 | Saionji I          | 7. Jan. 1906  | Saionji Kimmochi                                      | Rikken Seiyūkai                                                                                        | 10.              |
| 13 | Katsura II         | 14. Juli 1908 | Katsura Tarō                                          | Rikken Seiyūkai (Kanryō Naikaku, „Beamtenkabinett“)                                                    |                  |
| 14 | Saionji II         | 30. Aug. 1911 | Saionji Kimmochi                                      | Rikken Seiyūkai                                                                                        | 11.              |
| 15 | Katsura III        | 21. Dez. 1912 | Katsura Tarō                                          | – (Kanryō Naikaku, „Beamtenkabinett“)                                                                  |                  |
| 16 | Yamamoto I         | 20. Feb. 1913 | Yamamoto Gonnohyōe                                    | Rikken Seiyūkai                                                                                        |                  |
| 17 | Ōkuma II           | 16. Apr. 1914 | Ōkuma Shigenobu                                       | Rikken Dōshikai, Chūseikai, Ōkuma Hakukōenkai                                                          | 12.              |
| 18 | Terauchi           | 9. Okt. 1916  | Terauchi Masatake                                     | Rikken Seiyūkai                                                                                        | 13.              |
| 19 | Hara               | 29. Sep. 1918 | Hara Takashi Uchida Kōsai (geschäftsführend)          | Rikken Seiyūkai                                                                                        | 14.              |
| 20 | Takahashi          | 13. Nov. 1921 | Takahashi Korekiyo                                    | Rikken Seiyūkai                                                                                        |                  |
| 21 | Katō               | 12. Juni 1922 | Katō Tomosaburō Uchida Kōsai (geschäftsführend)       | – (Beamten, Kizokuin) Zusammenarbeit mit Rikken Seiyūkai                                               |                  |
| 22 | Yamamoto II        | 2. Sep. 1923  | Yamamoto Gonnohyōe                                    | Kakushin-Klub                                                                                          |                  |
| 23 | Kiyoura            | 7. Jan. 1924  | Kiyoura Keigo                                         | – (Beamten, Kizokuin) Zusammenarbeit mit Rikken Seiyūkai                                               | 15.              |
| 24 | Katō               | 11. Juni 1924 | Katō Takaaki Wakatsuki Reijirō (geschäftsführend)     | Kenseikai, Rikken Seiyūkai, Kakushin-Klub (Goken Sampa)                                                |                  |
| 25 | Wakatsuki I        | 30. Jan. 1926 | Wakatsuki Reijirō                                     | Kenseikai                                                                                              |                  |
| 26 | Tanaka             | 20. Apr. 1927 | Tanaka Giichi                                         | Rikken Seiyūkai                                                                                        | 16.              |
| 27 | Hamaguchi          | 2. Juli 1929  | Hamaguchi Osachi Shidehara Kijūrō (geschäftsführend)  | Rikken Minseitō                                                                                        | 17.              |
| 28 | Wakatsuki II       | 14. Apr. 1931 | Wakatsuki Reijirō                                     | Rikken Minseitō                                                                                        |                  |
| 29 | Inukai             | 13. Dez. 1931 | Inukai Tsuyoshi Takahashi Korekiyo (geschäftsführend) | Rikken Seiyūkai                                                                                        | 18.              |
| 30 | Saitō              | 26. Mai 1932  | Saitō Makoto                                          | – („Kabinett der nationalen Einheit“)                                                                  |                  |
| 31 | Okada              | 8. Juli 1934  | Okada Keisuke Gotō Fumio (geschäftsführend)           | – („Kabinett der nationalen Einheit“: Beamten, Rikken Minseitō, Shōwakai u. a.)                        | 19.              |
| 32 | Hirota             | 9. März 1936  | Hirota Kōki                                           | – („Kabinett der nationalen Einheit“) Rikken Minseitō, Shōwa Kenkyūkai u. a.                           |                  |
| 33 | Hayashi            | 2. Feb. 1937  | Hayashi Senjūrō                                       | – („Kabinett der nationalen Einheit“: Beamten, Militär)                                                | 20.              |
| 34 | Konoe I            | 4. Juni 1937  | Konoe Fumimaro                                        | – („Kabinett der nationalen Einheit“: Kizokuin, Beamten)                                               |                  |
| 35 | Hiranuma           | 5. Jan. 1939  | Hiranuma Kiichirō                                     | – („Kabinett der nationalen Einheit“: Beamten, Militär)                                                |                  |
| 36 | Abe                | 30. Aug. 1939 | Abe Nobuyuki                                          | – („Kabinett der nationalen Einheit“: Kizokuin, Militär)                                               |                  |
| 37 | Yonai              | 16. Jan. 1940 | Yonai Mitsumasa                                       | – („Kabinett der nationalen Einheit“: Beamten, Militär)                                                |                  |
| 38 | Konoe II           | 22. Juli 1940 | Konoe Fumimaro                                        | – („Kabinett der nationalen Einheit“: Taisei Yokusankai)                                               |                  |
| 39 | Konoe III          | 18. Juli 1941 | Konoe Fumimaro                                        | – („Kabinett der nationalen Einheit“: Taisei Yokusankai)                                               |                  |
| 40 | Tōjō               | 18. Okt. 1941 | Tōjō Hideki                                           | – („Kabinett der nationalen Einheit“: Taisei Yokusankai)                                               | 21.              |
| 41 | Koiso              | 22. Juli 1944 | Koiso Kuniaki                                         | – („Kabinett der nationalen Einheit“: Taisei Yokusankai)                                               |                  |
| 42 | Suzuki             | 7. Apr. 1945  | Suzuki Kantarō                                        | – („Kabinett der nationalen Einheit“: Taisei Yokusankai)                                               |                  |
| 43 | Higashikuni        | 17. Aug. 1945 | Higashikuni Naruhiko                                  | – („Kabinett der nationalen Einheit“: Kizokuin) unter alliierter Besatzung                             |                  |
| 44 | Shidehara          | 9. Okt. 1945  | Shidehara Kijūrō                                      | Fortschrittspartei Japans, Liberale Partei Japans unter alliierter Besatzung                           | 22.              |
| 45 | Yoshida I          | 22. Mai 1946  | Yoshida Shigeru                                       | Liberale Partei Japans, Fortschrittspartei Japans unter alliierter Besatzung                           | 23. Oberhaus: 1. |

### Staat Japan
| #   | Kabinett     | Kabinett     | Amtsantritt   | Premierminister                                    | Regierungsparteien | Parlamentswahlen | Parlamentswahlen |
| --- | ------------ | ------------ | ------------- | -------------------------------------------------- | --- | ---------------- | ---------------- |
| #   | Kabinett     | Kabinett     | Amtsantritt   | Premierminister                                    | Regierungsparteien | Unterhaus        | Oberhaus         |
| 46  | Katayama     | Katayama     | 24. Mai 1947  | Katayama Tetsu                                     | Sozialistische Partei Japans, Demokratische Partei, Kokumin-kyōdō-tō unter alliierter Besatzung                                                                                                   |                  |                  |
| 47  | Ashida       | Ashida       | 10. März 1948 | Ashida Hitoshi                                     | Demokratische Partei, Sozialistische Partei Japans, Kokumin-kyōdō-tō unter alliierter Besatzung                                                                                                   |                  |                  |
| 48  | Yoshida II   | Yoshida II   | 15. Okt. 1948 | Yoshida Shigeru                                    | Demokratisch-Liberale Partei unter alliierter Besatzung | 24.              |                  |
| 49  | Yoshida III  | Yoshida III  | 16. Feb. 1949 | Yoshida Shigeru                                    | Demokratisch-Liberale Partei, Demokratische Partei → Liberale Partei unter alliierter Besatzung bis 28. April 1952                                                                                |                  | 2.               |
| 49  |              | 1. Umbildung | 28. Juni 1950 | Yoshida Shigeru                                    | Demokratisch-Liberale Partei, Demokratische Partei → Liberale Partei unter alliierter Besatzung bis 28. April 1952                                                                                |                  |                  |
| 49  |              | 2. Umbildung | 4. Juli 1951  | Yoshida Shigeru                                    | Demokratisch-Liberale Partei, Demokratische Partei → Liberale Partei unter alliierter Besatzung bis 28. April 1952                                                                                |                  |                  |
| 49  |              | 3. Umbildung | 26. Dez. 1951 | Yoshida Shigeru                                    | Demokratisch-Liberale Partei, Demokratische Partei → Liberale Partei unter alliierter Besatzung bis 28. April 1952                                                                                | 25.              |                  |
| 50  | Yoshida IV   | Yoshida IV   | 30. Okt. 1952 | Yoshida Shigeru                                    | Liberale Partei | 26.              | 3.               |
| 51  | Yoshida V    | Yoshida V    | 21. Mai 1953  | Yoshida Shigeru                                    | Liberale Partei Zusammenarbeit mit der Kaishintō |                  |                  |
| 52  | Hatoyama I   | Hatoyama I   | 10. Dez. 1954 | Hatoyama Ichirō                                    | Demokratische Partei Japans | 27.              |                  |
| 53  | Hatoyama II  | Hatoyama II  | 19. März 1955 | Hatoyama Ichirō                                    | Demokratische Partei Japans |                  |                  |
| 54  | Hatoyama III | Hatoyama III | 22. Nov. 1955 | Hatoyama Ichirō                                    | Liberaldemokratische Partei |                  | 4.               |
| 55  | Ishibashi    | Ishibashi    | 23. Dez. 1956 | Ishibashi Tanzan Kishi Nobusuke (geschäftsführend) | Liberaldemokratische Partei |                  |                  |
| 56  | Kishi I      | Kishi I      | 25. Feb. 1957 | Kishi Nobusuke                                     | Liberaldemokratische Partei |                  |                  |
| 56  |              | Umbildung    | 10. Juli 1957 | Kishi Nobusuke                                     | Liberaldemokratische Partei | 28.              |                  |
| 57  | Kishi II     | Kishi II     | 12. Juni 1958 | Kishi Nobusuke                                     | Liberaldemokratische Partei |                  | 5.               |
| 57  |              | Umbildung    | 18. Juni 1959 | Kishi Nobusuke                                     | Liberaldemokratische Partei |                  |                  |
| 58  | Ikeda I      | Ikeda I      | 19. Juli 1960 | Ikeda Hayato                                       | Liberaldemokratische Partei | 29.              |                  |
| 59  | Ikeda II     | Ikeda II     | 8. Dez. 1960  | Ikeda Hayato                                       | Liberaldemokratische Partei |                  |                  |
| 59  |              | 1. Umbildung | 18. Juli 1961 | Ikeda Hayato                                       | Liberaldemokratische Partei |                  | 6.               |
| 59  |              | 2. Umbildung | 18. Juli 1962 | Ikeda Hayato                                       | Liberaldemokratische Partei |                  |                  |
| 59  |              | 3. Umbildung | 18. Juli 1963 | Ikeda Hayato                                       | Liberaldemokratische Partei | 30.              |                  |
| 60  | Ikeda III    | Ikeda III    | 9. Dez. 1963  | Ikeda Hayato                                       | Liberaldemokratische Partei |                  |                  |
| 60  |              | Umbildung    | 18. Juli 1964 | Ikeda Hayato                                       | Liberaldemokratische Partei |                  |                  |
| 61  | Satō I       | Satō I       | 9. Nov. 1964  | Satō Eisaku                                        | Liberaldemokratische Partei |                  |                  |
| 61  |              | 1. Umbildung | 3. Juni 1965  | Satō Eisaku                                        | Liberaldemokratische Partei |                  | 7.               |
| 61  |              | 2. Umbildung | 1. Aug. 1966  | Satō Eisaku                                        | Liberaldemokratische Partei |                  |                  |
| 61  |              | 3. Umbildung | 3. Dez. 1966  | Satō Eisaku                                        | Liberaldemokratische Partei | 31.              |                  |
| 62  | Satō II      | Satō II      | 17. Feb. 1967 | Satō Eisaku                                        | Liberaldemokratische Partei |                  |                  |
| 62  |              | 1. Umbildung | 25. Nov. 1967 | Satō Eisaku                                        | Liberaldemokratische Partei |                  | 8.               |
| 62  |              | 2. Umbildung | 30. Nov. 1968 | Satō Eisaku                                        | Liberaldemokratische Partei | 32.              |                  |
| 63  | Satō III     | Satō III     | 14. Jan. 1970 | Satō Eisaku                                        | Liberaldemokratische Partei |                  | 9.               |
| 63  |              | Umbildung    | 9. Juli 1971  | Satō Eisaku                                        | Liberaldemokratische Partei |                  |                  |
| 64  | Tanaka I     | Tanaka I     | 7. Juli 1972  | Tanaka Kakuei                                      | Liberaldemokratische Partei | 33.              |                  |
| 65  | Tanaka II    | Tanaka II    | 22. Dez. 1972 | Tanaka Kakuei                                      | Liberaldemokratische Partei |                  |                  |
| 65  |              | 1. Umbildung | 25. Nov. 1973 | Tanaka Kakuei                                      | Liberaldemokratische Partei |                  | 10.              |
| 65  |              | 2. Umbildung | 11. Nov. 1974 | Tanaka Kakuei                                      | Liberaldemokratische Partei |                  |                  |
| 66  | Miki         | Miki         | 9. Dez. 1974  | Miki Takeo                                         | Liberaldemokratische Partei |                  |                  |
| 66  |              | Umbildung    | 15. Sep. 1976 | Miki Takeo                                         | Liberaldemokratische Partei | 34.              |                  |
| 67  | Fukuda       | Fukuda       | 24. Dez. 1976 | Fukuda Takeo                                       | Liberaldemokratische Partei |                  | 11.              |
| 67  |              | Umbildung    | 28. Nov. 1977 | Fukuda Takeo                                       | Liberaldemokratische Partei |                  |                  |
| 68  | Ōhira I      | Ōhira I      | 7. Dez. 1978  | Ōhira Masayoshi Itō Masayoshi (geschäftsführend)   | Liberaldemokratische Partei | 35.              |                  |
| 69  | Ōhira II     | Ōhira II     | 9. Nov. 1979  | Ōhira Masayoshi Itō Masayoshi (geschäftsführend)   | Liberaldemokratische Partei Zusammenarbeit mit dem Neuen Liberalen Klub | 36.              | 12.              |
| 70  | Suzuki       | Suzuki       | 17. Juli 1980 | Suzuki Zenkō                                       | Liberaldemokratische Partei |                  |                  |
| 70  |              | Umbildung    | 30. Nov. 1981 | Suzuki Zenkō                                       | Liberaldemokratische Partei |                  |                  |
| 71  | Nakasone I   | Nakasone I   | 27. Nov. 1982 | Nakasone Yasuhiro                                  | Liberaldemokratische Partei | 37.              | 13.              |
| 72  | Nakasone II  | Nakasone II  | 27. Dez. 1983 | Nakasone Yasuhiro                                  | Liberaldemokratische Partei, Neuer Liberaler Klub |                  |                  |
| 72  |              | 1. Umbildung | 1. Nov. 1984  | Nakasone Yasuhiro                                  | Liberaldemokratische Partei, Neuer Liberaler Klub |                  |                  |
| 72  |              | 2. Umbildung | 28. Dez. 1985 | Nakasone Yasuhiro                                  | Liberaldemokratische Partei, Neuer Liberaler Klub | 38.              | 14.              |
| 73  | Nakasone III | Nakasone III | 22. Juli 1986 | Nakasone Yasuhiro                                  | Liberaldemokratische Partei |                  |                  |
| 74  | Takeshita    | Takeshita    | 6. Nov. 1987  | Takeshita Noboru                                   | Liberaldemokratische Partei |                  |                  |
| 74  |              | Umbildung    | 27. Dez. 1988 | Takeshita Noboru                                   | Liberaldemokratische Partei |                  |                  |
| 75  | Uno          | Uno          | 3. Juni 1989  | Uno Sōsuke                                         | Liberaldemokratische Partei |                  | 15.              |
| 76  | Kaifu I      | Kaifu I      | 10. Aug. 1989 | Kaifu Toshiki                                      | Liberaldemokratische Partei | 39.              |                  |
| 77  | Kaifu II     | Kaifu II     | 28. Feb. 1990 | Kaifu Toshiki                                      | Liberaldemokratische Partei |                  |                  |
| 77  |              | Umbildung    | 29. Dez. 1990 | Kaifu Toshiki                                      | Liberaldemokratische Partei |                  |                  |
| 78  | Miyazawa     | Miyazawa     | 5. Nov. 1991  | Miyazawa Kiichi                                    | Liberaldemokratische Partei |                  | 16.              |
| 78  |              | Umbildung    | 12. Dez. 1992 | Miyazawa Kiichi                                    | Liberaldemokratische Partei | 40.              |                  |
| 79  | Hosokawa     | Hosokawa     | 9. Aug. 1993  | Hosokawa Morihiro                                  | Neue Japan-Partei, Sozialistische Partei Japans, Erneuerungspartei, Kōmeitō, Demokratisch-Sozialistische Partei, Neue Partei Sakigake, „Sozialdemokratischer Bund“, „Demokratischer Reformbund“   |                  |                  |
| 80  | Hata         | Hata         | 28. Apr. 1994 | Hata Tsutomu                                       | Erneuerungspartei, Neue Japan-Partei, Demokratisch-Sozialistische Partei, Liberale Partei, Kōmeitō, „Sozialdemokratischer Bund“, „Reformversammlung“ Zusammenarbeit mit der Neuen Partei Sakigake |                  |                  |
| 81  | Murayama     | Murayama     | 30. Juni 1994 | Murayama Tomiichi                                  | Sozialistische Partei Japans, Liberaldemokratische Partei, Neue Partei Sakigake |                  | 17.              |
| 81  |              | Umbildung    | 8. Aug. 1995  | Murayama Tomiichi                                  | Sozialistische Partei Japans, Liberaldemokratische Partei, Neue Partei Sakigake |                  |                  |
| 82  | Hashimoto I  | Hashimoto I  | 11. Jan. 1996 | Hashimoto Ryūtarō                                  | Liberaldemokratische Partei, Sozialdemokratische Partei, Neue Partei Sakigake | 41.              |                  |
| 83  | Hashimoto II | Hashimoto II | 7. Nov. 1996  | Hashimoto Ryūtarō                                  | Liberaldemokratische Partei Zusammenarbeit mit Sozialdemokratischer Partei, Neuer Partei Sakigake                                                                                                 |                  |                  |
| 83  |              | Umbildung    | 11. Sep. 1997 | Hashimoto Ryūtarō                                  | Liberaldemokratische Partei Zusammenarbeit mit Sozialdemokratischer Partei, Neuer Partei Sakigake                                                                                                 |                  | 18.              |
| 84  | Obuchi       | Obuchi       | 30. Juli 1998 | Obuchi Keizō Aoki Mikio (geschäftsführend)         | Liberaldemokratische Partei |                  |                  |
| 84  |              | 1. Umbildung | 14. Jan. 1999 | Obuchi Keizō Aoki Mikio (geschäftsführend)         | Liberaldemokratische Partei, Liberale Partei |                  |                  |
| 84  |              | 2. Umbildung | 5. Okt. 1999  | Obuchi Keizō Aoki Mikio (geschäftsführend)         | Liberaldemokratische Partei, Liberale Partei, Kōmeitō Zusammenarbeit mit dem „Reformklub“ |                  |                  |
| 85  | Mori I       | Mori I       | 5. Apr. 2000  | Mori Yoshirō                                       | Liberaldemokratische Partei, Kōmeitō, Konservative Partei Zusammenarbeit mit dem „Reformklub“ | 42.              |                  |
| 86  | Mori II      | Mori II      | 4. Juli 2000  | Mori Yoshirō                                       | Liberaldemokratische Partei, Kōmeitō, Konservative Partei |                  |                  |
| 86  |              | Umbildung    | 5. Dez. 2000  | Mori Yoshirō                                       | Liberaldemokratische Partei, Kōmeitō, Konservative Partei |                  |                  |
| 87  | Koizumi I    | Koizumi I    | 26. Apr. 2001 | Koizumi Jun’ichirō                                 | Liberaldemokratische Partei, Kōmeitō, Konservative Partei |                  | 19.              |
| 87  |              | 1. Umbildung | 30. Sep. 2002 | Koizumi Jun’ichirō                                 | Liberaldemokratische Partei, Kōmeitō, Konservative Partei |                  |                  |
| 87  |              | 2. Umbildung | 22. Sep. 2003 | Koizumi Jun’ichirō                                 | Liberaldemokratische Partei, Kōmeitō, Neue Konservative Partei | 43.              |                  |
| 88  | Koizumi II   | Koizumi II   | 19. Nov. 2003 | Koizumi Jun’ichirō                                 | Liberaldemokratische Partei, Kōmeitō |                  | 20.              |
| 88  |              | Umbildung    | 27. Sep. 2004 | Koizumi Jun’ichirō                                 | Liberaldemokratische Partei, Kōmeitō | 44.              |                  |
| 89  | Koizumi III  | Koizumi III  | 21. Sep. 2005 | Koizumi Jun’ichirō                                 | Liberaldemokratische Partei, Kōmeitō |                  |                  |
| 89  |              | Umbildung    | 31. Okt. 2005 | Koizumi Jun’ichirō                                 | Liberaldemokratische Partei, Kōmeitō |                  |                  |
| 90  | Abe I        | Abe I        | 26. Sep. 2006 | Abe Shinzō                                         | Liberaldemokratische Partei, Kōmeitō |                  | 21.              |
| 90  |              | Umbildung    | 27. Aug. 2007 | Abe Shinzō                                         | Liberaldemokratische Partei, Kōmeitō |                  |                  |
| 91  | Fukuda       | Fukuda       | 26. Sep. 2007 | Fukuda Yasuo                                       | Liberaldemokratische Partei, Kōmeitō |                  |                  |
| 91  |              | Umbildung    | 2. Aug. 2008  | Fukuda Yasuo                                       | Liberaldemokratische Partei, Kōmeitō |                  |                  |
| 92  | Asō          | Asō          | 24. Sep. 2008 | Asō Tarō                                           | Liberaldemokratische Partei, Kōmeitō Zusammenarbeit mit dem „Reformklub“ | 45.              |                  |
| 93  | Hatoyama     | Hatoyama     | 16. Sep. 2009 | Hatoyama Yukio                                     | Demokratische Partei, Sozialdemokratische Partei (bis Mai 2010), Neue Volkspartei Zusammenarbeit mit der Neuen Partei Japan und der Neuen Partei Daichi                                           |                  |                  |
| 94  | Kan          | Kan          | 8. Juni 2010  | Kan Naoto                                          | Demokratische Partei, Neue Volkspartei Zusammenarbeit mit der Neuen Partei Japan und der Neuen Partei Daichi                                                                                      |                  | 22.              |
| 94  |              | 1. Umbildung | 17. Sep. 2010 | Kan Naoto                                          | Demokratische Partei, Neue Volkspartei Zusammenarbeit mit der Neuen Partei Japan und der Neuen Partei Daichi                                                                                      |                  |                  |
| 94  |              | 2. Umbildung | 14. Jan. 2011 | Kan Naoto                                          | Demokratische Partei, Neue Volkspartei Zusammenarbeit mit der Neuen Partei Japan und der Neuen Partei Daichi                                                                                      |                  |                  |
| 95  | Noda         | Noda         | 2. Sep. 2011  | Noda Yoshihiko                                     | Demokratische Partei, Neue Volkspartei Zusammenarbeit mit der Neuen Partei Japan (bis April 2012) und der Neuen Partei Daichi                                                                     |                  |                  |
| 95  |              | 1. Umbildung | 13. Jan. 2012 | Noda Yoshihiko                                     | Demokratische Partei, Neue Volkspartei Zusammenarbeit mit der Neuen Partei Japan (bis April 2012) und der Neuen Partei Daichi                                                                     |                  |                  |
| 95  |              | 2. Umbildung | 4. Juni 2012  | Noda Yoshihiko                                     | Demokratische Partei, Neue Volkspartei Zusammenarbeit mit der Neuen Partei Japan (bis April 2012) und der Neuen Partei Daichi                                                                     |                  |                  |
| 95  |              | 3. Umbildung | 1. Okt. 2012  | Noda Yoshihiko                                     | Demokratische Partei, Neue Volkspartei Zusammenarbeit mit der Neuen Partei Japan (bis April 2012) und der Neuen Partei Daichi                                                                     | 46.              |                  |
| 96  | Abe II       | Abe II       | 26. Dez. 2012 | Abe Shinzō                                         | Liberaldemokratische Partei, Kōmeitō |                  | 23.              |
| 96  |              | Umbildung    | 3. Sep. 2014  | Abe Shinzō                                         | Liberaldemokratische Partei, Kōmeitō | 47.              |                  |
| 97  | Abe III      | Abe III      | 24. Dez. 2014 | Abe Shinzō                                         | Liberaldemokratische Partei, Kōmeitō Zeitweise Zusammenarbeit mit Nippon no Kokoro und Neuer Partei Daichi                                                                                        |                  |                  |
| 97  |              | 1. Umbildung | 7. Okt. 2015  | Abe Shinzō                                         | Liberaldemokratische Partei, Kōmeitō Zeitweise Zusammenarbeit mit Nippon no Kokoro und Neuer Partei Daichi                                                                                        |                  | 24.              |
| 97  |              | 2. Umbildung | 3. Aug. 2016  | Abe Shinzō                                         | Liberaldemokratische Partei, Kōmeitō Zeitweise Zusammenarbeit mit Nippon no Kokoro und Neuer Partei Daichi                                                                                        |                  |                  |
| 97  |              | 3. Umbildung | 3. Aug. 2017  | Abe Shinzō                                         | Liberaldemokratische Partei, Kōmeitō Zeitweise Zusammenarbeit mit Nippon no Kokoro und Neuer Partei Daichi                                                                                        | 48.              |                  |
| 98  | Abe IV       | Abe IV       | 1. Nov. 2017  | Abe Shinzō                                         | Liberaldemokratische Partei, Kōmeitō Zusammenarbeit mit Nippon no Kokoro bis zum Beitritt |                  |                  |
| 98  |              | 1. Umbildung | 2. Okt. 2018  | Abe Shinzō                                         | Liberaldemokratische Partei, Kōmeitō Zusammenarbeit mit Nippon no Kokoro bis zum Beitritt |                  | 25.              |
| 98  |              | 2. Umbildung | 11. Sep. 2019 | Abe Shinzō                                         | Liberaldemokratische Partei, Kōmeitō Zusammenarbeit mit Nippon no Kokoro bis zum Beitritt |                  |                  |
| 99  | Suga         | Suga         | 16. Sep. 2020 | Suga Yoshihide                                     | Liberaldemokratische Partei, Kōmeitō |                  |                  |
| 100 | Kishida I    | Kishida I    | 4. Okt. 2021  | Kishida Fumio                                      | Liberaldemokratische Partei, Kōmeitō | 49.              |                  |
| 101 | Kishida II   | Kishida II   | 10. Nov. 2021 | Kishida Fumio                                      | Liberaldemokratische Partei, Kōmeitō |                  | 26.              |
| 101 |              | 1. Umbildung | 10. Aug. 2022 | Kishida Fumio                                      | Liberaldemokratische Partei, Kōmeitō |                  |                  |
| 101 |              | 2. Umbildung | 13. Sep. 2023 | Kishida Fumio                                      | Liberaldemokratische Partei, Kōmeitō |                  |                  |
| 102 | Ishiba I     | Ishiba I     | 1. Okt. 2024  | Ishiba Shigeru                                     | Liberaldemokratische Partei, Kōmeitō | 50.              |                  |
| 103 | Ishiba II    | Ishiba II    | 11. Nov. 2024 | Ishiba Shigeru                                     | Liberaldemokratische Partei, Kōmeitō |                  |                  |